# Ялуцевичи (Брестская область)
Ялу́цевичи (бел. Ялуцавічы) — деревня в Барановичском районе Брестской области Белоруссии. Входит в состав Почаповского сельсовета. Население по переписи 2019 года — 40 человек.

## География
Расположена в 36 км по автодорогам к северо-северо-западу от центра Барановичей и в 8 км по автодорогам к юго-востоку от центра сельсовета, агрогородка Почапово. Есть кладбище.

## История
Обозначена на карте Шуберта первой половины XIX века. В 1909 году — деревня Почаповской волости Новогрудского уезда Минской губернии, 46 дворов.
После Рижского мирного договора 1921 года — в составе гмины Почапово Новогрудского повета Новогрудского воеводства Польши. По переписи 1921 года в деревне числилось 45 жилых зданий, в которых проживало 266 человек (132 мужчины, 134 женщины), все поляки (по вероисповеданию — 265 православных, 1 римский католик).
С 1939 года — в составе БССР, в 1940–62 годах — в Городищенском районе Барановичской, с 1954 года Брестской области. Затем — в Барановичском районе. С конца июня 1941 года до июля 1944 года оккупирована немецко-фашистскими войсками.

## Население
| Численность населения (по переписи) | Численность населения (по переписи) | Численность населения (по переписи) | Численность населения (по переписи) | Численность населения (по переписи) |
| 1909                                | 1921                                | 1999                                | 2009                                | 2019                                |
| ----------------------------------- | ----------------------------------- | ----------------------------------- | ----------------------------------- | ----------------------------------- |
| 269                                 | ↘266                                | ↘96                                 | ↘51                                 | ↘40                                 |